# 진안 성재봉 태평봉수대
진안 태평봉수대(鎭安 太平烽燧臺)는 대한민국 전북특별자치도 진안군 주천면에 있는 조선시대의 봉수대이다. 1977년 12월 31일 전라북도의 기념물 제36호로 지정되었다.

## 개요
봉수대는 횃불과 연기를 이용하여 급한 소식을 전하던 옛날의 통신수단을 말하며, 높은 산에 올라가서 불을 피워 낮에는 연기로 밤에는 불빛으로 신호를 보냈다.
이 봉수대는 진안군 주전면 대불리와 무능리, 그리고 완주군 운주면 고당리가 접한 해발 830m의 성재봉 꼭대기에 만들어졌는데, 이곳은 남쪽의 고달산 방면과 동쪽의 장수 장안산 방면에서 봉수를 받아 운주, 탄현으로 전하는 중요한 곳이었다.
울퉁불퉁한 천연의 암반 위에 잡석으로 쌓아올린 봉수대는 사각형으로 높이는 4∼5m이다. 삼국시대에 지어진 것으로 보이는 원래의 봉수대에 조선 선조 28년(1595) 임진왜란 때 태평산성과 전주의 감영에 신호를 보내기 위해 다시 쌓은 것으로 전해진다. 남쪽 일부가 무너져 있을 뿐 전체적으로 원래의 모습이 잘 남아 있다.

## 현지 안내문
진안에서 완주로 넘어가는 추령(樞嶺) 남쪽에 위치한 이 돌구조물은 불과 연기를 피워 멀리 신호를 보내기 위해 쌓은 봉수대이다. 이 봉수대는 삼국시대에 처음 만든 것으로 추정되는데, 조선 선조 때 고쳐 쌓았다. 높이는 약 5m이며, 남쪽 일부를 제외하면 네모난 축대가 거의 완전한 형태로 남아 있다. 이곳은 전략상 중요한 위치로, 이 봉수대는 남쪽 고달산(高達山)과 동쪽 장수의 장안산(長安山) 방면에서 보내온 신호를 중계하여 북쪽의 운주(雲州)와 탄현(炭峴)으로 전송하였다. 또한 태평산성과 전주에 긴급한 신호를 보낼 때도 사용되었다.

## 참고 자료
- 태평봉수대 - 국가유산청 국가유산포털